# Campeonato Argentino de Futebol de 1912 (FAF)
O Campeonato Argentino de Futebol de 1912 da Federación Argentina de Football, foi o vigésimo segundo torneio da Primeira Divisão do futebol argentino, e o primeiro dos três que que foram organizados por essa entidade dissidente, não reconhecida na época pela FIFA. O certame foi disputado entre 14 de julho e 23 de dezembro, simultaneamente com a realização do torneio da Asociación Argentina de Football. O Porteño conquistou o seu primeiro título de campeão argentino.

## Classificação final
| Pos | Equipes                     | Pts | J  | V | E | D  | GM | GS | SG  |
| --- | --------------------------- | --- | -- | - | - | -- | -- | -- | --- |
| 1.  | Indepediente                | 20  | 14 | 9 | 2 | 3  | 33 | 12 | +21 |
| 1.  | Porteño                     | 20  | 14 | 8 | 4 | 2  | 24 | 10 | +14 |
| 3.  | Estudiantes (BA)            | 19  | 14 | 8 | 3 | 3  | 23 | 14 | +9  |
| 4.  | Gimnasia (BA)               | 18  | 14 | 7 | 4 | 3  | 26 | 18 | +8  |
| 5.  | Argentino de Quilmes        | 17  | 14 | 7 | 3 | 4  | 34 | 27 | +7  |
| 6.  | Atlanta                     | 12  | 14 | 6 | 0 | 8  | 24 | 28 | -4  |
| 7.  | Kimberley (BA)              | 6   | 14 | 2 | 2 | 10 | 17 | 48 | -31 |
| 8.  | Sociedad Sportiva Argentina | 0   | 14 | 0 | 0 | 14 | 6  | 30 | -24 |

## Partidos de desempate
De acordo com o regulamento do torneio, o Independiente havia se consagrado campeão por Média de golos, mas como na última rodada goleou por 5-0 o Argentino de Quilmes, que tinha apresentado uma equipe fraca, o clube ofereceu propôs ao Porteño jogar um desempate para evitar críticas e legitimar a conquista.
| Primeira partida | Primeira partida | Primeira partida | Primeira partida | Primeira partida | Primeira partida |
| Equipe 1         | Resultado        | Equipe 2         | Estádio          | Data             |                  |
| ---------------- | ---------------- | ---------------- | ---------------- | ---------------- | ---------------- |
| Independiente    | 1 - 1            | Porteño          | GEBA             | 22 de dezembro   |                  |

A partida foi terminada aos 87' devido ao abandono do campo por parte dos jogadores do Independiente, que reclamavam de um gol suposto gol não marcado, após a expulsão de três deles. Por esse motivo, foi marcado um novo jogo para o dia seguinte, ao qual o Independiente não se apresentou. Dias depois, o Porteño renunciou ao seu direito ao título, mas a Federação, além de confirmar o Porteño como campeão, felicitou o árbitro da partida e puniu severamente os três jogadores do Independentes expulsos: Idiarte, Colla e Sande.
| Segunda partida | Segunda partida | Segunda partida | Segunda partida | Segunda partida | Segunda partida |
| Equipe 1        | Resultado       | Equipe 2        | Estádio         | Data            |                 |
| --------------- | --------------- | --------------- | --------------- | --------------- | --------------- |
| Porteño         | GP/PP           | Independiente   | GEBA            | 23 de dezembro  |                 |

## Premiação
| Campeonato Argentino de Futebol de 1912 (FAF) |
| --------------------------------------------- |
| Porteño Campeão (1° título)                   |

## Bibliografía
- Estévez, Diego (2010). 38 Campeones del fútbol argentino 1891-2010. [S.l.]: Ediciones Continente. ISBN 978-950-754-301-2